# Wevelgem
Wevelgem [ˈʋeːvəlɣɛm], également orthographié Wevelghem en français,, est une commune néerlandophone de Belgique située en Région flamande dans la province de Flandre-Occidentale. Wevelgem fait partie de la métropole euro-transfrontalière Lille - Courtrai - Tournai.

## Géographie

### Sections de la commune
La commune de Wevelgem comprend trois sections : Wevelgem-centre, Moorsele et Gullegem. Ces deux dernières sont d'anciennes communes, fusionnées avec Wevelgem en 1977. Wevelgem, Moorsele et Gullegem sont séparées par les autoroutes A17 et A19, qui se confondent presque avec les anciennes frontières des communes.
| # | Section        | Superf. (km2) | Habitants (2020) | Habitants par km2 | Code INS |
| - | -------------- | ------------- | ---------------- | ----------------- | -------- |
| 1 | Wevelgem (I)   | 14,13         | 16 436           | 1 164             | 34041A   |
| 2 | Gullegem (II)  | 9,73          | 8 961            | 921               | 34041B   |
| 3 | Moorsele (III) | 15,17         | 6 170            | 407               | 34041C   |

### Carte

Wevelgem, sections et localités voisines. Les surfaces en jaunes désignent les zones bâties.

### Communes limitrophes
- a. Lauwe (ville de Menin)
- b. Menin
- c. Geluwe (ville de Wervicq)
- d. Dadizele (commune de Moorslede)
- e. Ledeghem
- f. Rollegem-Kapelle (commune de Ledeghem)
- g. Winkel-Saint-Éloi (Ledeghem)
- h. Heule (ville de Courtrai)
- i. Bissegem (Courtrai)
- j. Marke (Courtrai)

## Héraldique
|  | La commune possède des armoiries qui lui ont été octroyées le 12 juin 1911 et à nouveau le 29 octobre 1981. Elles montrent une montagne dorée, meuble pour l'abbaye de Guldenberg, qui a possédé le village de 1754 à la fin du XVIIIe siècle. Les armoiries apparaissent également sur les sceaux du village de 1772 à 1779. En 1911, les armes ont été incorrectement blasonnées avec un champ d'argent ce qui a été corrigé en 1981. Blasonnement : D'azur à une montagne d'or. Source du blasonnement : Heraldy of the World. |

## Démographie

### Évolution démographique: avant la fusion des communes
- Sources : INS, Rem. : 1831 jusqu'en 1970 = recensements, 1976 = nombre d'habitants au 31 décembre[6].

### Évolution démographique: commune fusionnée
En tenant compte des anciennes communes entraînées dans la fusion de communes de 1977, on peut dresser l'évolution suivante :
- Source : DGS, de 1831 à 1981 = recensements population ; à partir de 1990 = nombre d'habitants chaque 1er janvier[7].

## Lieux et monuments
On y retrouve quelques souvenirs des deux guerres mondiales : l'aéroport international de Courtrai-Wevelgem, par exemple, a été construit en 1916 par les Allemands. À la frontière avec Menin se trouve aussi le cimetière militaire allemand. 42 000 soldats y sont enterrés, ce qui en fait le plus grand cimetière allemand de Belgique.
Autres curiosité :
- abbaye du Guldenberg,
- hôtel de ville (ancien château).

## Sport
La commune est surtout connue pour être le lieu d'arrivée de la course cycliste Gand-Wevelgem.

## Personnalités liées à Wevelgem
(Par ordre chronologique)
- Henri Soenen, zouave pontifical[8], combattant à la bataille de Mentana en 1867. Chevalier de Saint Sylvestre[9].
- Gaston Rebry (1933-2007), coureur cycliste et peintre.
- Steven Vanackere (1964), homme politique.
- Annelien Coorevits (1986)
- Aagje Vanwalleghem (1987)
- Justine De Jonckheere - Miss Belgique (1992)
- Camille Dhont (2001-), chanteuse belge.

## Source
- (nl) Cet article est partiellement ou en totalité issu de l’article de Wikipédia en néerlandais intitulé « Wevelgem » (voir la liste des auteurs).

## Galerie

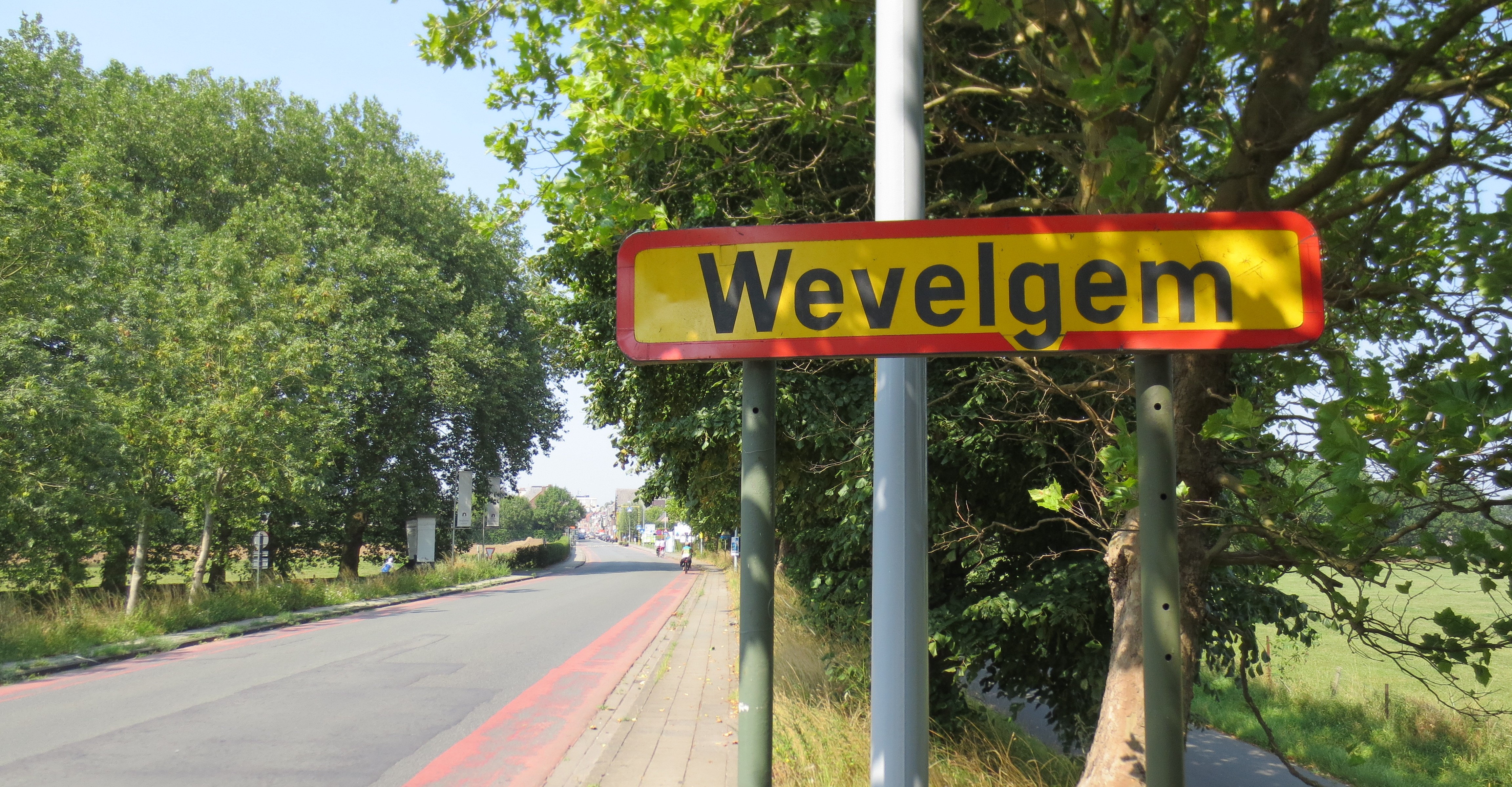
L'entrée.
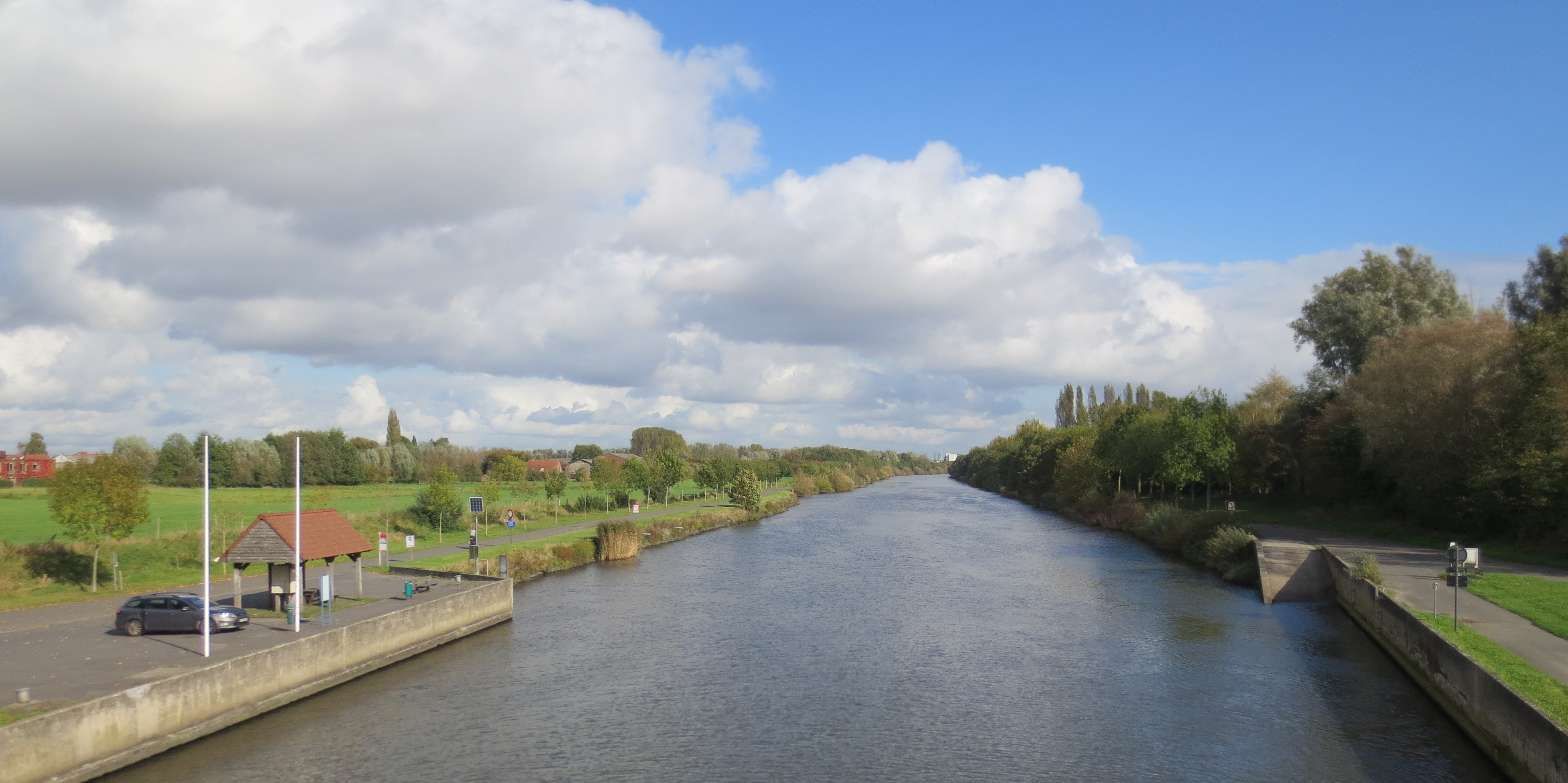
La Lys.
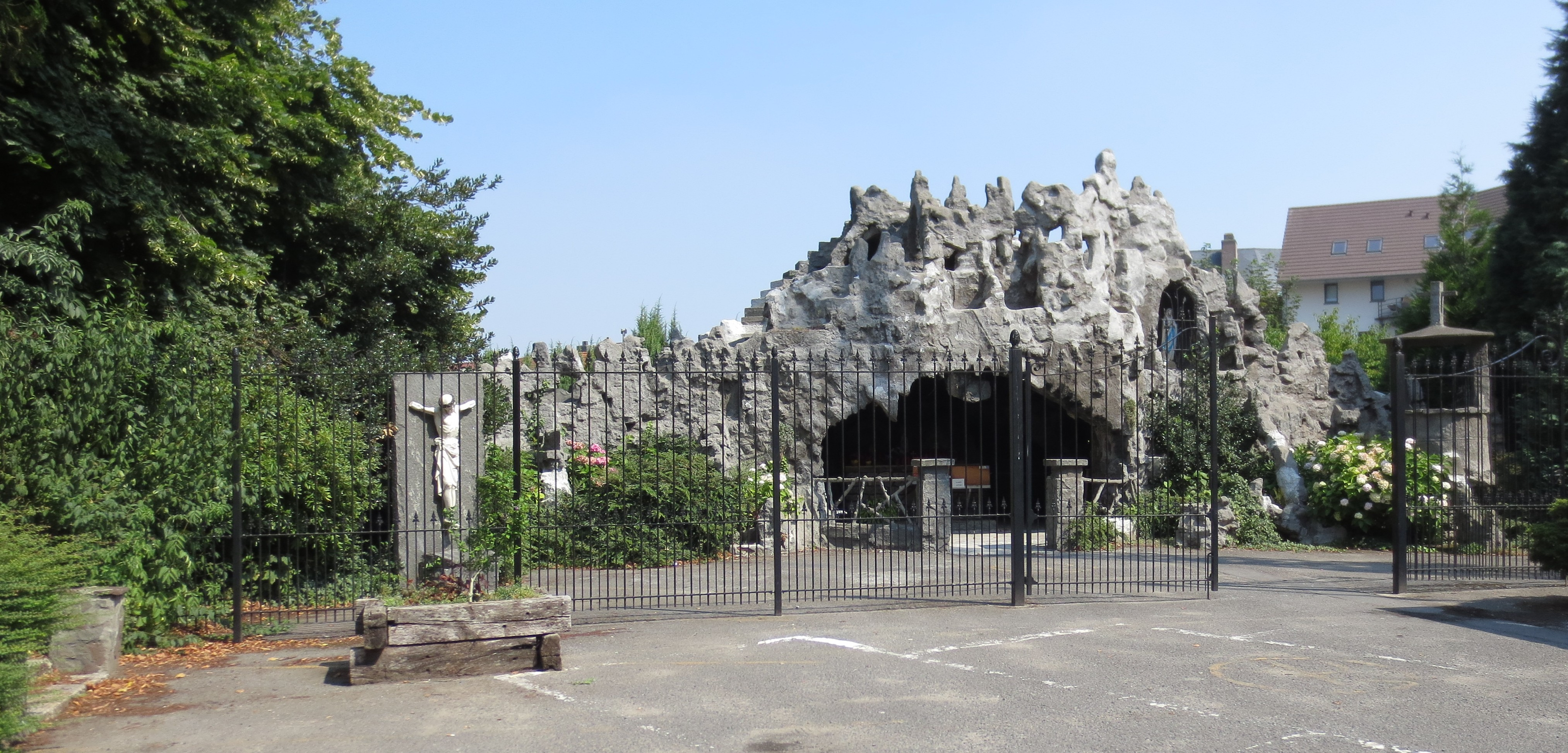
La grotte.
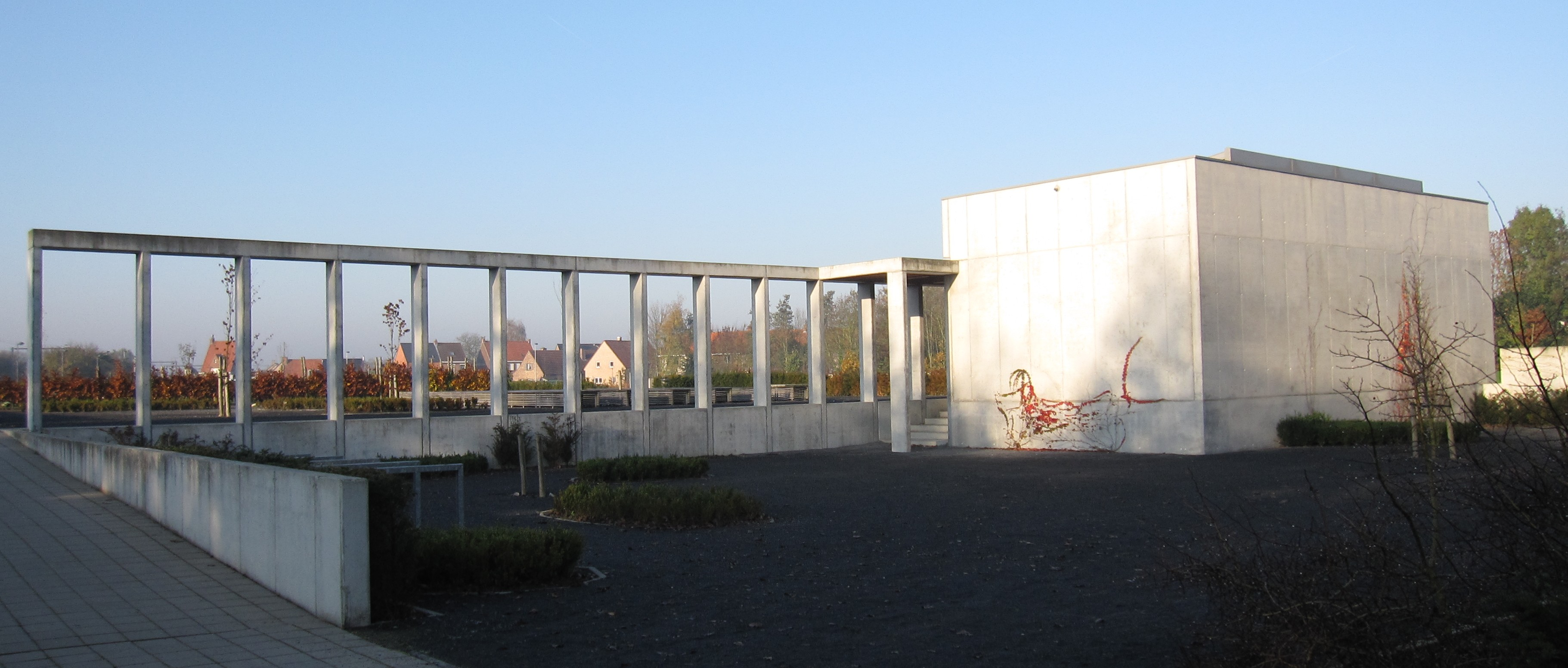
Le cimetière.